# U-20ラグビーウルグアイ代表
U-20ラグビーウルグアイ代表（スペイン語: Selección juvenil de rugby de Uruguay）は、20歳以下の選手で構成されるラグビーウルグアイ代表チームである。愛称はスペイン語で小さなナンベイタゲリを意味する「ロス・テリトス (スペイン語: Los Teritos)」。
ワールドラグビーU20トロフィーなどに出場している。

## 歴史
2008年、初年度のワールドラグビーU20トロフィーで優勝してIRBジュニア世界選手権(現・ワールドラグビーU20チャンピオンシップ)へ昇格。翌2009年、日本開催のIRBジュニア世界選手権で最下位に終わり、ワールドラグビーU20トロフィーへ降格。それ以降ワールドラグビーU20チャンピオンシップから遠ざかっている。

## タイトル
- ワールドラグビーU20トロフィー
優勝・1回 (2008年)

## 成績

### ワールドラグビーU20チャンピオンシップ
- 2009年 - 16位(U20トロフィーへ降格)

### ワールドラグビーU20トロフィー
- 2008年 - 1位(ジュニア世界選手権へ昇格)
- 2010年 - 5位
- 2011年 - 4位
- 2013年 - 7位
- 2014年 - 4位
- 2015年 - 3位
- 2016年 - 6位
- 2017年 - 3位
- 2018年 - 5位
- 2019年 - 4位